# Oosäär
Oosäär (também conhecido como Oossaar, Oossäär, Kuradisäär) é um pequeno ilhéu no Golfo de Riga, pertencente à Estónia.
Oosäär tem aproximadamente 4 km (2 mi) de comprimento e aproximadamente entre 5 a 10 metros na sua maior largura, parecendo um cordão litoral longo e sinuoso, mas sem estar conectado a um relevo maior. A vegetação é esparsa e a ilha é composta principalmente por rochas e seixos. Localizada a uma curta distância da costa de Varbla, Oosäär é administrada pelo condado de Pärnu.